# Hästskräppedystermal
Hästskräppedystermal, Monochroa palustrella är en fjärilsart som först beskrevs av John William Douglas 1850.  Hästskräppedystermal ingår i släktet Monochroa, och familjen stävmalar, Gelechiidae. Enligt den finländska rödlistan är arten sårbar i Finland. Populationen i Sverige är livskraftig, LC Artens livsmiljö är strandängar och fuktängar.